# Blåshuvudspindel
Blåshuvudspindel (Minicia marginella) är en spindelart som först beskrevs av Karl Friedrich Wider 1834.  Blåshuvudspindel ingår i släktet Minicia och familjen täckvävarspindlar. Arten är reproducerande i Sverige. Inga underarter finns listade.